# Bierwerkstatt Weitra

Logo der Brauerei

Die Bierwerkstatt Weitra ist eine kleine Privatbrauerei in der Stadt Weitra im Waldviertel (Niederösterreich), die sich seit 2003 im Brauereiverbund der Zwettler Brauerei befindet.

## Geschichte
Die Brauwerkstätte fußt auf dem Braurecht von 1321, das von Friedrich dem Schönen den Bürgern von Weitra verliehen wurde. Für das Jahr 1645 sind in Weitra 33 bürgerliche Bräuhäuser sowie das Städtische Brauhaus und das Herrschaftliche Hofbräuhaus verzeichnet. Letzteres kommt im Jahr 1912 in den Besitz der aus Böhmen stammenden Familie Pöpperl. 1942 übernimmt Gustav Pöpperl jun. den Betrieb, der sich damals noch im Brauhaus Hauptplatz Nr. 6 befand (heute Brauhotel). Die Lagerkeller befanden sich in einem Gebäude vor den Stadtmauern. Herrman Pöpperl übernimmt den Betrieb 1972 von seinem Vater, er investiert in moderne Abfüllanlagen und eine Flaschenabfüllanlage. Seit 2003 ist die Brauerei im Besitz der befreundeten Familie Schwarz, welcher die Zwettler Brauerei gehört. 2009 wurde ein Bierausstoß von 10.000 Hektoliter erreicht. Seit Anfang 2022 ist die Brauerei Mitglied bei dem „Verein der Unabhängigen Privatbrauereien Österreichs“.

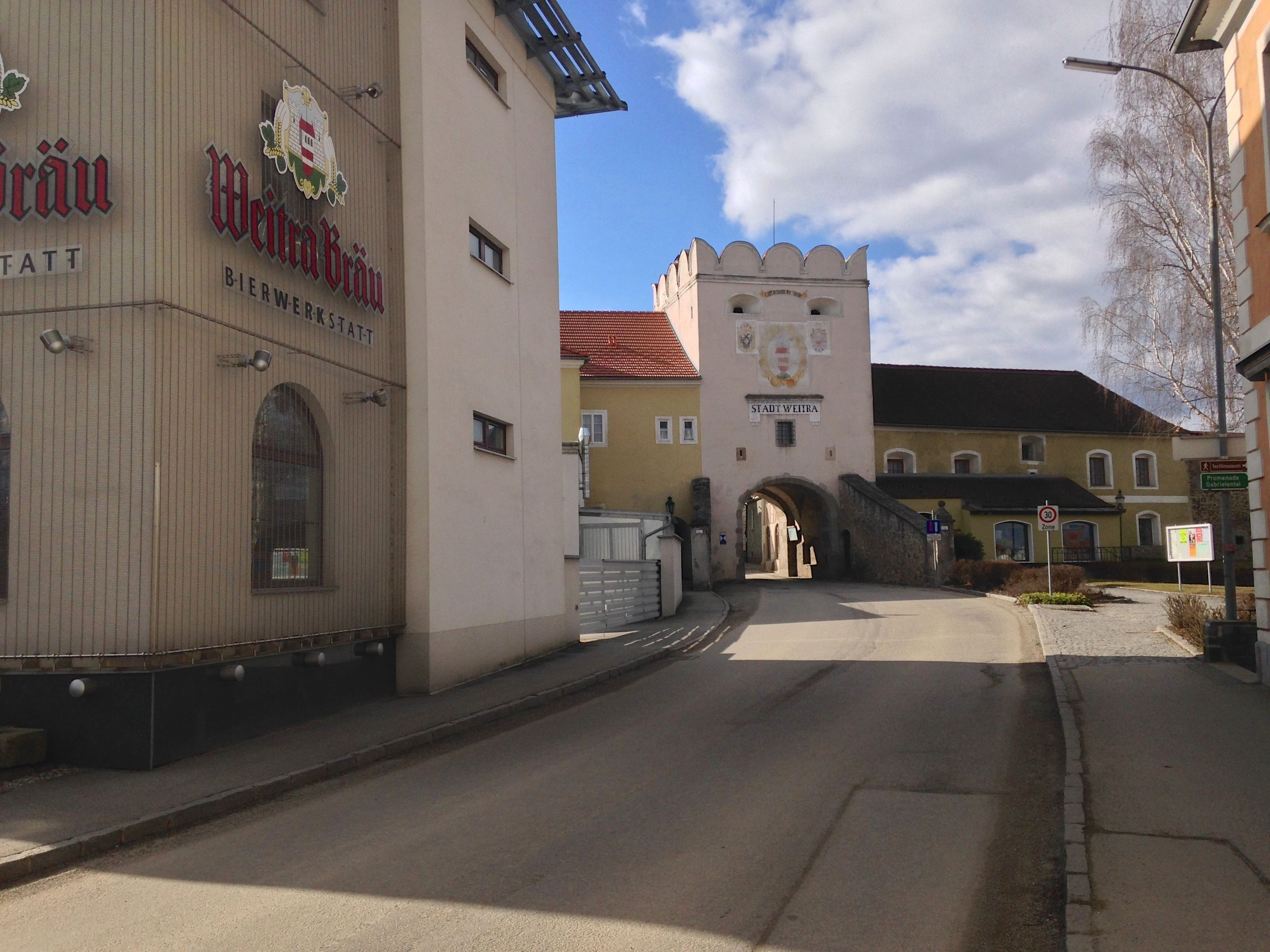
Das Gebäude der Brauerei vor dem Stadttor

## Produkte
Das Standardbier ist das Helle mit 11,9° Stammwürze, 5,0 % Vol. Alkohol.
Eine Spezialität ist das nach Hadmar II. von Kuenring benannte Hadmar-BIO-Bier mit 12,5° Stammwürze,
5,2 % Vol. Alkohol. Das Hadmar ist ein Vertreter des mittlerweile selten gewordenen Bier-Typus „Wiener Art“, das mit speziellem Wiener Malz hergestellt wird. Es wird ausschließlich Bio-Hopfen und Bio-Gerste verwendet. Außerdem wird das Bier offen vergoren und kalt gelagert. Abgefüllt wird es in der Brauerei Zwettl.
Zum 700-jährigen Jubiläum der Brauerei im Jahre 2021 wurde eine neue Kreation, „Das Schwarze“, vorgestellt. Es handelt sich um ein untergäriges Schwarzbier mit 4,8 % Vol. Alkohol und ist ausschließlich in 0,33-l-Fläschchen in der Region erhältlich.